# É Só Adorar
É só adorar é um álbum de estúdio da cantora Danielle Cristina lançado pela Central Gospel Music em junho de 2014
O disco foi produzido por Paulo César Baruk e possui doze faixas
Os videos-clipes das músicas Fiel é Deus e É só adorar foram lançados junto com o disco. Ambos foram produzidos e dirigidos por Vlad Aguiar e Emerson Freitas.

## Faixas
1. Fiel É Deus (Delino Marçal)
2. É Só Adorar (Bruna Dezid & Jonatas Santos)
3. A Obra Que Deus Começou Em Mim (Danielle Cristina)
4. Espírito Santo (Danielle Cristina)
5. Limpa Meu Coração (Eyshila)
6. Reconstruindo Os Muros (Anderson Freire)
7. Guerreiros (Bruna Dezid & Jonatas Santos)
8. O Senhor É o Meu Dono (Cleyton Alves & Marcus Salles)
9. Inabalável (Anderson Freire)
10. Inocência (Anderson Freire, André Freire & George de Paula)
11. Ombros Marcados Pela Cruz (Anderson Freire)
12. Cobre a Terra (Cinty Ratcliff & Melease Houghton)